# Península de Bergen

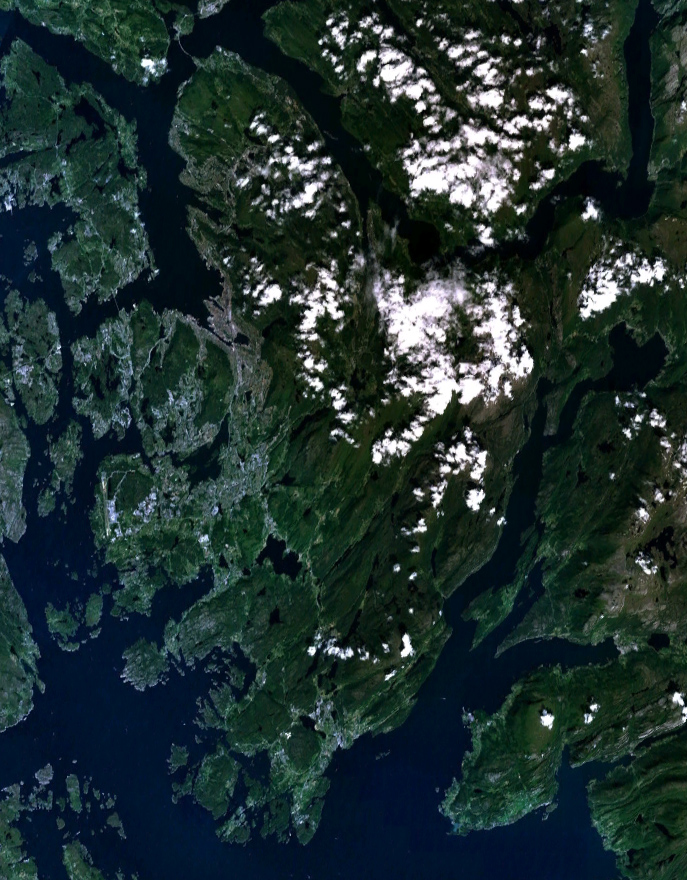
Imagen satelital de la península

La península de Bergen (en noruego: Bergenshalvøyen, pronunciado /²bærgn̩sˌhɑlːøyən/) es una península en la provincia de Hordaland, Noruega. El principal centro urbano es la ciudad de Bergen. Se extiende desde la zona continental y está rodeado por los fiordos de Samnanger, Bjørna, Fusa, Raunefjorden, Byfjorden, Salhus y Sør. Se conecta al resto del país por una franja de 6,5 km entre las localidades de Trengereid y Årland. Otros municipios que tienen todo su territorio o parte de él en la península son Os y Samnanger.  

## Geografía

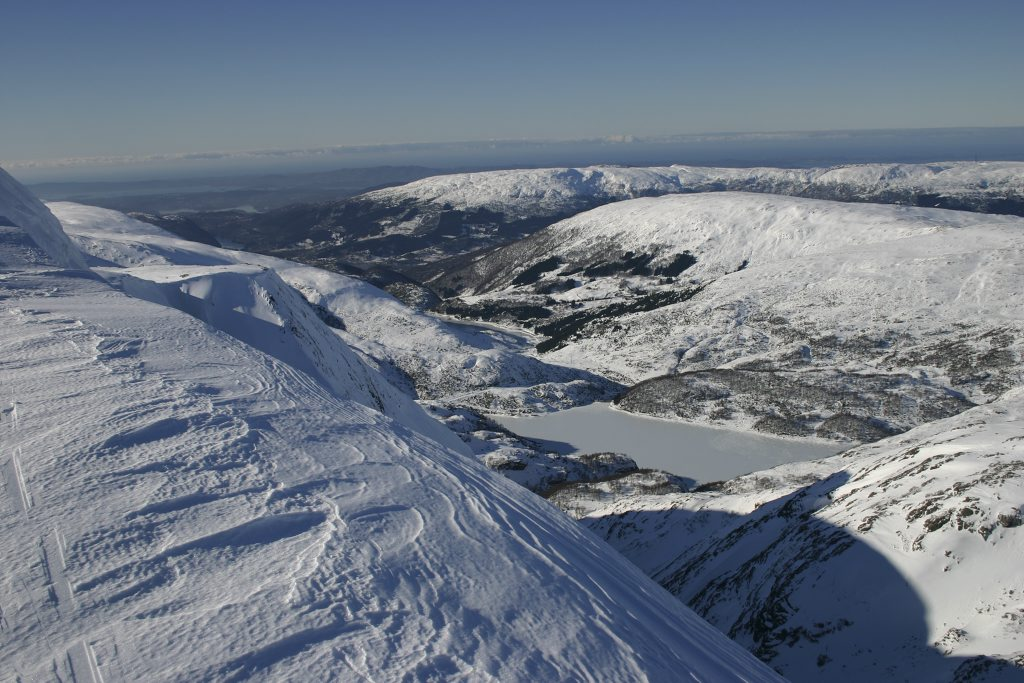
Vista desde el Gullfjellet.

El punto más alto es la montaña Gullfjellet (Gullfjellstoppen). Junto con otras montañas más pequeñas, forman un macizo. El sistema montañoso Ulriken-Vidden-Rundemanen se encuentra al este del centro de Bergen. El Sveningen es el segundo pico más alto por detrás del Gullfjellet, bordeando los municipios de Samnanger y Os. Además la península está cubierta por grandes áreas de cerros boscosos.

## Transporte

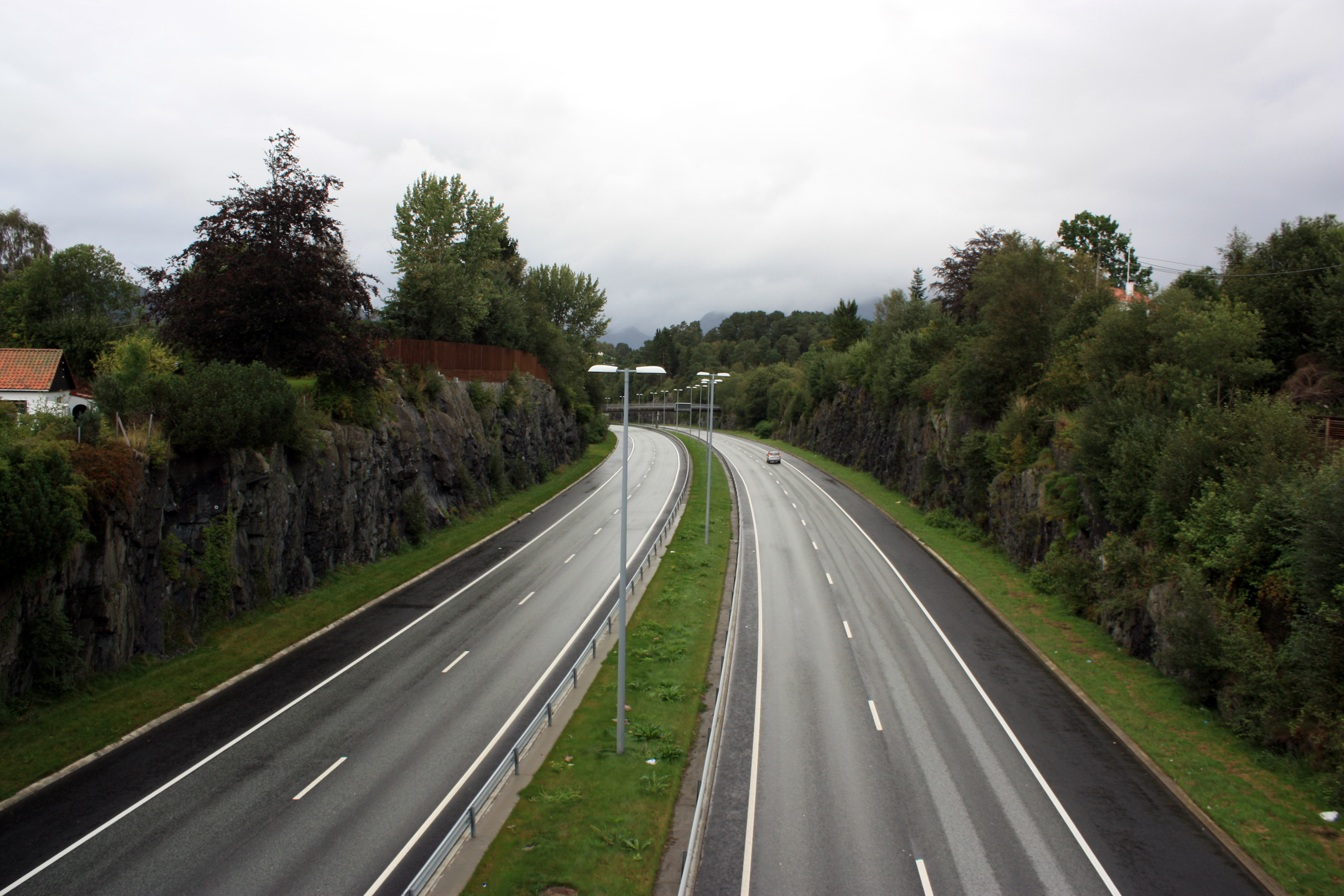
La autopista Fritz C. Riebers en Bergen.

Las principales carreteras que pasan por la península son la ruta europea E16 que va desde Bergen al este y la ruta europea E39 que tiene dirección norte  a sur. El puente de Nordhordland conecta  Klauvaneset con la isla de Flatøy. La línea de Bergen provee de conexiones ferroviarias con Oslo. Antes de la construcción de la línea, existía otra ruta que iba desde Nesttun hasta Os (la línea Nesttun-Os). El Aeropuerto de Bergen-Flesland se ubica en la costa suroeste de la península y es el principal terminal aéreo de Bergen, con cerca de cinco millones de pasajeros en 2008.